# Chlorotettix brunneus
Chlorotettix brunneus är en insektsart som beskrevs av Delong 1945. Chlorotettix brunneus ingår i släktet Chlorotettix och familjen dvärgstritar. Inga underarter finns listade i Catalogue of Life.